# Kelly Hansen
Kelly Hansen (18 de abril de 1961) é um cantor americano, mais conhecido por ser o atual vocalista da banda de rock Foreigner . 

## Carreira
Começou sua carreira como um cantor de estúdio independente. Mais tarde, ele conheceu o guitarrista Robert Sarzo e o baixista Tony Cavazo (irmão de Rudy Sarzo e Carlos Cavazo, respectivamente, da banda Quiet Riot) com quem ele formou a banda de rock Hurricane (furacão em português) em 1984. Hurricanie iria conseguir algum sucesso comercial moderado durante todo o mid-para-final dos anos 1980 e na década de 1990. No entanto, a gravadora de Hurricanie foi a falência em 1991, e a banda se desfez logo em seguida. Hansen continuou a fazer música, gravar como um convidado e sessão de cantor para muitos projetos; incluindo, Slash's Snakepit, Fergie Fredriksen, Dom Dokken e Bougeois Pigs. Em 1998, Hansen entrou para a substituição de vocalista da banda Unruly child  mark gratuito. Unruly child gravou um novo álbum, que foi lançado no inicio de 1999. Em 2001 viu o retorno de Hurricanie com uma programação alterada e novo álbum, Liquifury. Em 2003, Hansen juntou forças com Frabizio Grossi V.Zee e gravou um álbum auto-intitulado com o nome da banda Perfect World.                                      
Hansen, em seguida foi se juntar ao Foreigner em 2005 depois de Lou Gramm deixar em 2003 para seguir carreira solo. Hansen é o quarto vocalista do Foreigner, com Lou Gramm, Johnny Edward e Chaz West sendo os antecessores de Hansen.                                     